# Język somalijski
Język somalijski – język z grupy języków kuszyckich rodziny afroazjatyckiej, jeden z języków urzędowych Somalii oraz Somalilandu. Używany jest też przez mniejszości narodowe we wschodniej Etiopii (oficjalny język w regionie Somali), Dżibuti oraz Kenii (hrabstwa Wajir, Garissa, Mandera). Oficjalnym organem regulującym jest Regional Somali Language Academy (RSLA).
Szacunkowo liczba posługujących się nim wynosi 14 mln osób.

Diagram samogłoskowy dla języka somalijskiego. Nie uwzględniono dyftongów

## Alfabet
Alfabet somalijski jest zapisywany literami alfabetu łacińskiego, choć kolejność liter odpowiada kolejności w alfabecie arabskim:
', B, T, J, X, KH, D, R, S, SH, DH, C, G, F, Q, K, L, M, N, W, H, Y, A, E, I, O, U.